# 494-й отдельный сапёрный батальон
494-й отдельный сапёрный батальон  — воинская часть в вооружённых силах СССР во время Великой Отечественной войны.

## История
Формировался с июля 1941 года в Московском военном округе
В составе действующей армии с 20 сентября 1941 года по 4 октября 1941 года.
В конце сентября 1941 года поступил в распоряжение Северо-Западного фронта, в боевых действиях участвовал весьма ограниченное время: в течение двух недель. К 4 октября 1941 года был разгромлен и расформирован.

## Подчинение
| Подчинение по месяцам | Подчинение по месяцам | Подчинение по месяцам | Подчинение по месяцам | Подчинение по месяцам |
| Дата                  | Фронт (округ)         | Армия                 | Корпус (группа)       | Примечания            |
| --------------------- | --------------------- | --------------------- | --------------------- | --------------------- |
| 1 октября 1941 года   | Северо-Западный фронт | -                     | -                     | —                     |